# Orfano

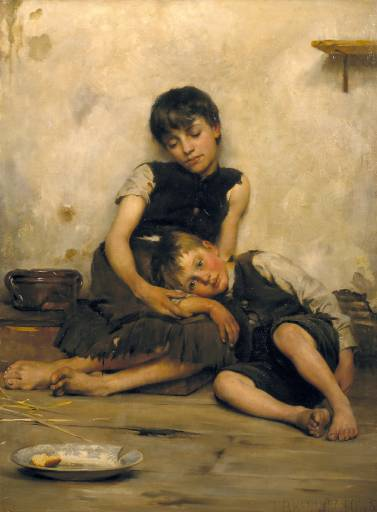
Orfani (1885), Thomas Kennington, Tate Gallery, Londra.

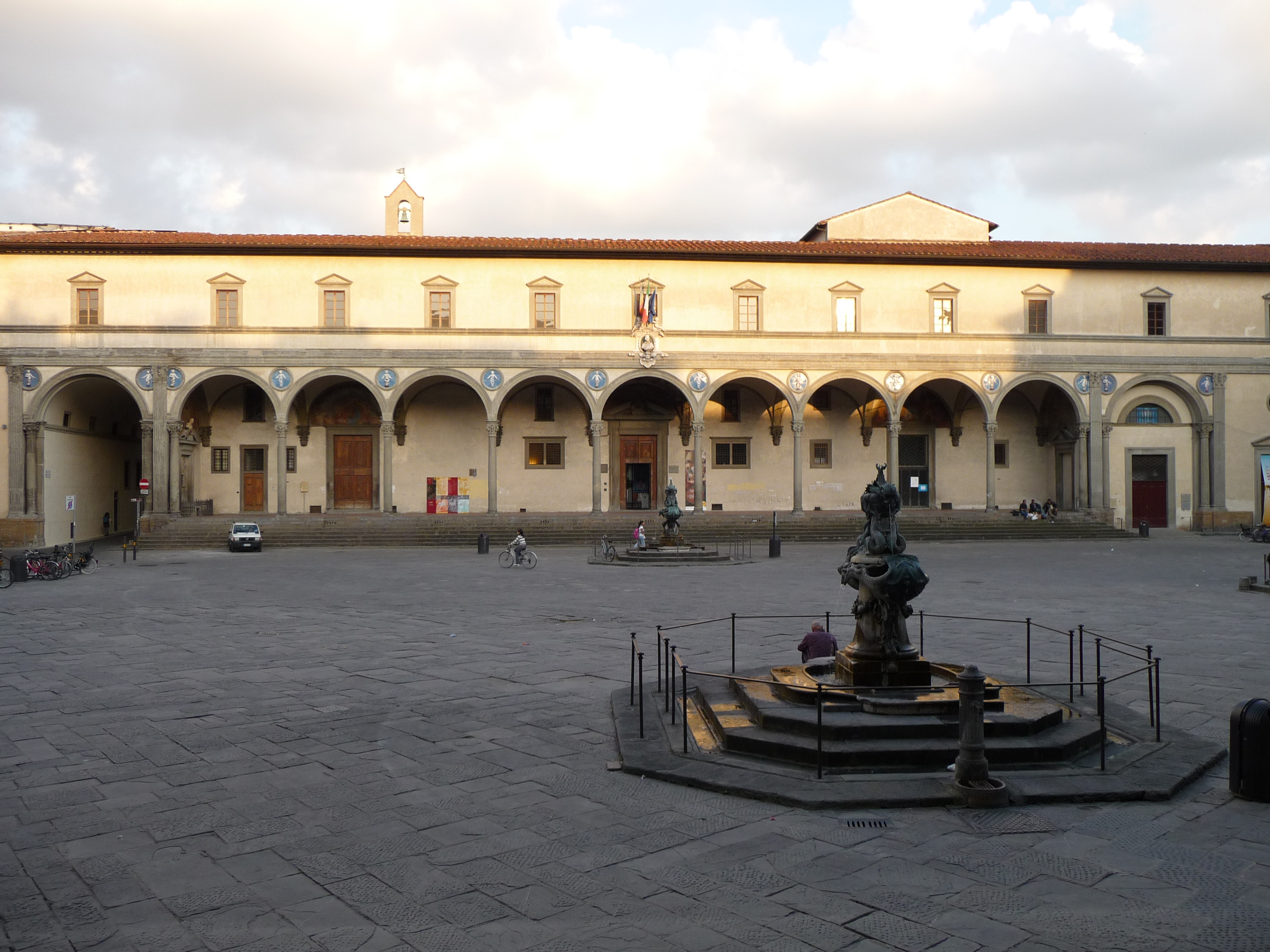
Lo Spedale degli Innocenti in piazza SS Annunziata a Firenze, fu il primo orfanotrofio costruito

Orfano è una persona che ha perso uno o entrambi i genitori. Si definisce orfano di padre una persona priva di padre, orfano di madre una persona priva di madre, e semplicemente orfano chi è privo di entrambi i genitori.

## Storia
Nei tempi antichi, le condizioni di un orfano potevano essere significativamente più difficili se in condizioni economiche precarie. Per lungo tempo, gli orfani che non avevano ancora compiuto i diciotto anni, in assenza di famigliari o di conoscenti disposti a prendersi cura di loro, venivano inseriti in comunità di alloggio detti orfanotrofi.
Nell'uso comune, un orfano non ha nessun genitore sopravvissuto che si prenda cura di loro. Tuttavia, il fondo delle nazioni unite per l'infanzia (UNICEF), il programma congiunto delle nazioni unite su HIV e AIDS (UNAIDS) e altri gruppi etichettano come orfano qualsiasi bambino che ha perso un genitore. In questo approccio, un orfano materno è un bambino la cui madre è morta, un orfano paterno è un bambino il cui padre è morto e un doppio orfano è un bambino/adolescente/neonato che ha perso entrambi i genitori. Ciò contrasta con l'uso più antico di mezzo orfano per descrivere i bambini che avevano perso un solo genitore.
Il 31 dicembre del 2006 in Italia entra in vigore la legge 149 del 28 marzo del 2001 che decreta la chiusura degli orfanotrofi e il trasferimento dei minori in case-famiglia in attesa di famiglie adottive.